# Happy Man
"Happy man" foi a canção irlandesa  no Festival Eurovisão da Canção 1979 interpretado em inglês por Cathal Dunne. O referido tema tinha letra e música de Cathal Dunne e foi orquestrada por Proínsias O'Duinn.
Na canção, Dunne faz um contraste entre o desânimo que vivia anteriormente com a alegria que se sente agora junto do seu grande amor. Ele canta, por exemplo que ele agora tem "the sun inside" ("o sol dentro de si") e que portanto é um homem muito feliz.
A canção foi a a quarta a ser interpretada na noite, depois da canção dinamarquesa cantada por Tommy Seebach e antes da canção finlandesa cantada por  Katri Helena. No final da votação, recebeu 80 votos e classificou-se em 5º lugar, entre 19 países participantes.

## Charts
| Chart (1979)   | Posição |
| -------------- | ------- |
| Ireland (IRMA) | 3       |